# نظام پرداخت
نظام پرداخت (به انگلیسی: payment system) مجموعه‌ای از ابزار، عوامل فنی، قانونی و اجتماعی است، که ارزش پولی را بین پرداخت‌کننده و گیرنده وجه، منتقل می‌کند.
به بیان ساده‌تر، سیستم پرداخت زیرساخت‌های فناوری و قانونی که انتقال ارزش میان دو طرف معامله را، میسر می‌سازد. در این تعریف، به دو موضوع اشاره شده‌است؛ نخست زیرساخت‌های فناوری و دیگری زیرساخت‌های قانونی. 
منظور از زیرساخت‌های فناوری، مجموعه سخت‌افزارها و نرم‌افزارهایی است، که امکان انتقال ارزش را فراهم می‌سازد، که برای نمونه می‌توان به: شبکه کارت‌های اعتباری و دستگاه‌های خودپرداز اشاره کرد. زیرساخت‌های قانونی؛ مجموعه قوانین، مقررات و توافق‌نامه‌هایی هستند، که از یک سیستم پرداخت، حمایت کرده و در طرفین معامله، ایجاد اطمینان و اعتماد می‌کنند.
شناخته شده‌ترین سیستم‌های پرداخت عبارتند از: سیستم پرداخت الکترونیکی و سیستم‌های معاملاتی بازار سهام، بازار اوراق قرضه، فارکس، بازار معاملات آتی و اختیار معامله، همچنین شبکه سوئیفت.

## سیستم پرداخت ملی
یک سیستم پرداخت ملی کارآمد هزینه کالا تبادل، خدمات، و دارایی‌ها را کاهش می‌دهد و به عملکرد بازارهای بین بانکی، پول، و سرمایه ضروری کمک می‌کند. یک سیستم پرداخت ضعیف ممکن است به شدت به ثبات و ظرفیت رشد اقتصاد ملی ضربه بزند. شکست سیستم پرداخت ملی می‌تواند در استفاده ناکارآمد از منابع مالی، خطر به اشتراک گذاری منابع به صورت نابرابردر میان عوامل، زیان‌های واقعی برای شرکت کنندگان، و از دست دادن اعتماد به نفس در سیستم مالی و در استفاده بسیار از پول منجر گردد. کارایی فنی سیستم پرداخت برای توسعه اقتصاد بسیار مهم است است. 
به زمان واقعی سیستم تسویه ناخالص وجوه سیستم‌های انتقال که در آن انتقال پول یا اوراق بهادار از یک بانک به بانک دیگر در "زمان واقعی" و بر اساس "ناخالص" صورت می‌گیرد، RTGS می‌گویند. حل و فصل در "زمان واقعی" بدان معنی است که برای پرداخت معامله هیچ دوره انتظاری نیست.
TARGET2 یک سیستم RTGS است که کشورهای عضو اتحادیه اروپا از آن استفاده می‌کنند و یورو را پوشش می‌دهد، و بخشی از یورو سیستم است که شامل بانک مرکزی اروپا و بانک مرکزی کشورهای عضو که یورو را به رسمیت می‌شناسند. 

## سیستم‌های پرداخت بین‌المللی
در معاملات تجاری بین‌المللی وجهی که فروشنده در مقابل دریافت آن مالکیت کالا را به خریدار انتقال می‌دهد، به شیوه‌های مختلفی پرداخت می‌گردد. روش‌های پرداخت برای به حداقل رسانیدن خطر عدم پرداخت در طول تاریخ تحولاتی را پشت سر گذاشته است. 

## انوع روش‌های پرداخت
شیوه‌های پرداخت در معاملات بین‌المللی، نظر به عوامل مختلف، متفاوت است. طرفین با در نظر گرفتن میزان اعتمادی که به همدیگر دارند و نیز با ملاحظه اوضاع و احوال اقتصادی و سیاسی، یکی از انواع شیوه‌های پرداخت را در معامله خود انتخاب می نمایند.
- پرداخت نقدی یا پیش پرداخت
- پرداخت بر روی حساب باز یا وعده دار
- پرداخت بر روی برات
- پرداخت ازطریق اعتبار اسنادی (L/C)

## عوامل تاثیرگذار در انتخاب نوع پرداخت
- مدت زمان همکاری بین طرفین معامله و میزان اعتماد بین آنها
- موقعیت سیاسی، اقتصادی و قانونی در کشورهای خریدار و فروشنده(میزان ریسک کشورها)
- موقعیت مالی طرفین و به ویژه خریدار
- فاصله جغرافیایی بین خریدار و فروشنده
- تعداد دفعات معامله و مهلت پرداخت و مبلغ معامله
- فرصت کسب اعتبار و هزینه‌های مربوطه